# Danny Syvret
Danny Syvret (* 13. Juni 1985 in Millgrove, Ontario) ist ein ehemaliger kanadischer Eishockeyspieler, der im Verlauf seiner aktiven Karriere zwischen 2002 und 2017 unter anderem 69 Spiele für die Edmonton Oilers, Philadelphia Flyers und Anaheim Ducks aus der National Hockey League (NHL) auf der Position des Verteidigers bestritten hat. Darüber hinaus absolvierte Syvret über 650 weitere Partien in der American Hockey League (AHL) und war für die Kölner Haie sowie Nürnberg Ice Tigers in der Deutschen Eishockey Liga (DEL) aktiv. Sein jüngerer Bruder Corey war ebenfalls professioneller Eishockeyspieler.

## Karriere

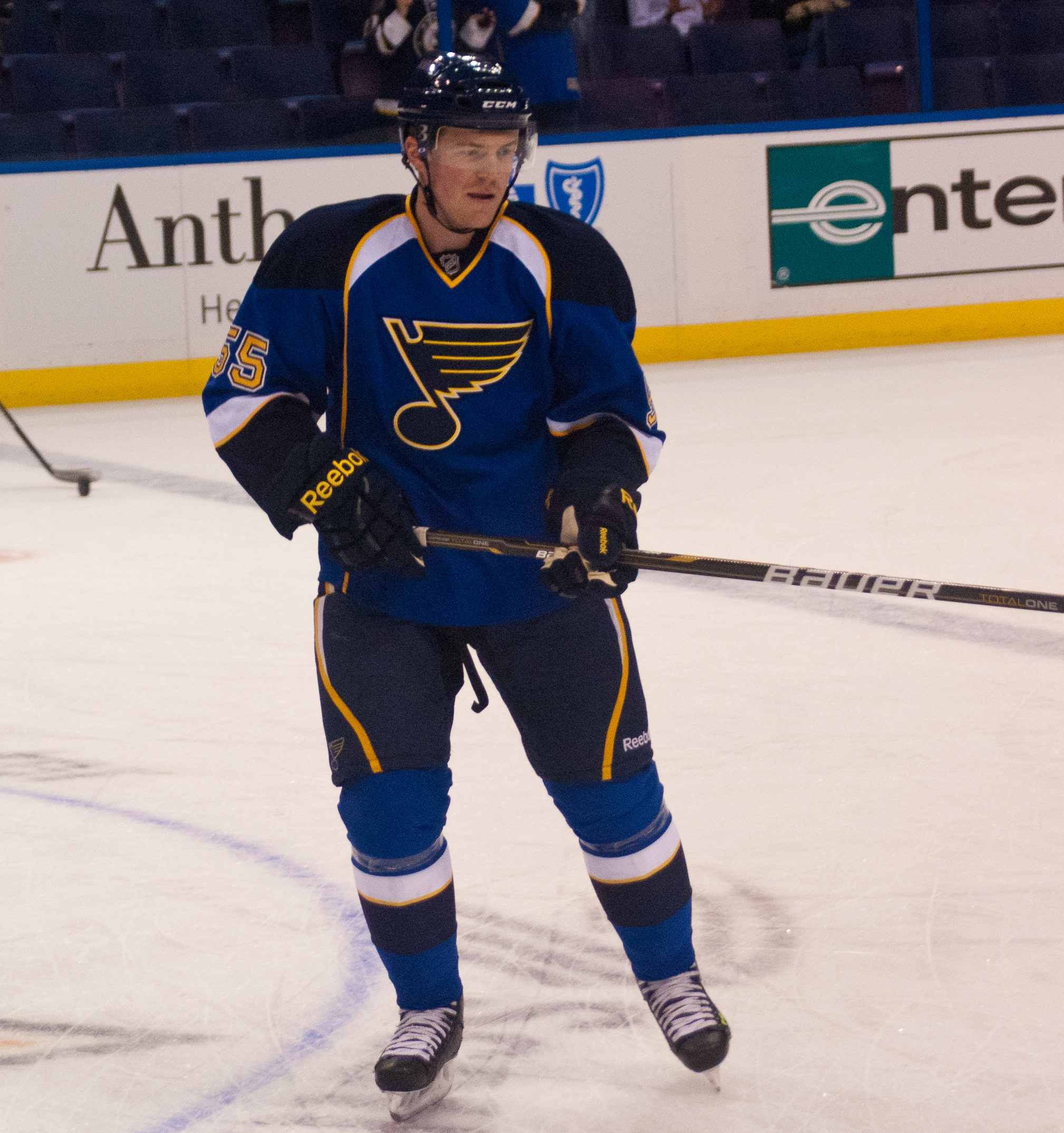
Syvret im Trikot der St. Louis Blues (2011)

Danny Syvret begann seine Karriere als Eishockeyspieler bei den London Knights, für die er von 2002 bis 2005 in der kanadischen Juniorenliga Ontario Hockey League (OHL) aktiv war. Mit den Knights gewann er in der Saison 2004/05 zunächst den J. Ross Robertson Cup sowie anschließend den Memorial Cup, das Finale um die Meisterschaft der Canadian Hockey League. Der Verteidiger hatte großen Anteil am Erfolg seiner Mannschaft, so dass er in das All-Star Team der OHL, der CHL und des Memorial-Cup-Finalturniers gewählt wurde. Zudem wurde er mit der Max Kaminsky Trophy und dem CHL Defenceman of the Year ausgezeichnet. Anschließend wurde der Linksschütze im NHL Entry Draft 2005 in der dritten Runde als insgesamt 81. Spieler von den Edmonton Oilers ausgewählt, für die er von 2005 bis 2007 allerdings nur 26 Spiele in der National Hockey League (NHL) absolvierte und dabei eine Torvorlage beisteuerte. Hauptsächlich spielte Syvret für die Farmteams der Oilers aus der American Hockey League, die Grand Rapids Griffins, Springfield Falcons und Hershey Bears.
Am 6. Juni 2008 wurde Syvret im Tausch für Ryan Potulny an die Philadelphia Flyers abgegeben, für die er in der Saison 2008/09 zwei NHL-Spiele bestritt, während er die restliche Zeit bei deren AHL-Farmteam Philadelphia Phantoms verbrachte. In der Saison 2009/10 stand Syvret ausschließlich für die Flyers in der NHL auf dem Eis. Im Juli 2010 unterzeichnete der Kanadier einen auf ein Jahr befristeten Vertrag bei den Anaheim Ducks.
Am 30. September 2010 wurde Syvret zusammen mit Brett Festerling auf die Waiverliste gesetzt. Nachdem er von keinem NHL-Team ausgewählt worden war, wurde Syvret am 1. Oktober zu den Syracuse Crunch in die American Hockey League geschickt. Am 21. November 2010 wurde der Defensivspieler gemeinsam mit Rob Bordson für Patrick Maroon und David Laliberté zu den Philadelphia Flyers geschickt, die ihn bei den Adirondack Phantoms in der American Hockey League (AHL) einsetzten. Nach Ablauf seines Kontrakts im Sommer 2011 war Syvret zunächst vereinslos, bevor der Verteidiger im August 2011 einen Zweiwegevertrag für ein Jahr bei den St. Louis Blues erhielt. Zur Saison 2012/13 nahmen ihn die Philadelphia Flyers erneut unter Vertrag, er kam jedoch ausschließlich in der AHL bei den Adirondack Phantoms zum Einsatz. Anfang Juli 2013 wurde er im Austausch für Kris Newbury zu den New York Rangers transferiert.
Bei den Rangers kam Syvret allerdings ebenfalls nicht über Einsätze für das Farmteam Hartford Wolf Pack hinaus und erzielte dabei 47 Scorerpunkte in 76 Spielen. Nach der Saison schloss er sich im Rahmen eines Probevertrages (professional tryout contract) den Iowa Wild an, für die er bis März 2015 insgesamt 58 AHL-Spiele bestritt. Anschließend wechselte der Kanadier innerhalb der Liga zu den Wilkes-Barre/Scranton Penguins, für die er abermals auf Basis eines befristeten Probevertrages aktiv war. Nachdem Syvret zu Beginn der Saison 2015/16 zunächst ohne Verein war, verpflichteten ihn im Dezember 2015 die Utica Comets probeweise. Ab Januar 2016 stand er bei den Kölner Haien aus der Deutschen Eishockey Liga (DEL) unter Vertrag, ehe er im Mai desselben Jahres zum Ligakonkurrenten Nürnberg Ice Tigers wechselte. Nach der Saison 2016/17 beendete der 32-Jährige im Sommer 2017 seine aktive Karriere.

## Erfolge und Auszeichnungen
| - 2003 OHL First All-Rookie Team - 2005 J.-Ross-Robertson-Cup-Gewinn mit den London Knights - 2005 OHL First All-Star Team - 2005 Max Kaminsky Trophy - 2005 CHL First All-Star Team - 2005 CHL Defenceman of the Year | - 2005 Memorial-Cup-Gewinn mit den London Knights - 2005 Memorial Cup All-Star Team - 2007 Spengler-Cup-Gewinn mit dem Team Canada - 2009 Teilnahme am AHL All-Star Classic - 2009 AHL First All-Star Team |

### International
- 2002 Bronzemedaille bei der World U-17 Hockey Challenge
- 2005 Goldmedaille bei der U20-Junioren-Weltmeisterschaft

## Karrierestatistik

### International
Vertrat Kanada bei:
- World U-17 Hockey Challenge 2002
- U20-Junioren-Weltmeisterschaft 2005

(Legende zur Spielerstatistik: Sp oder GP = absolvierte Spiele; T oder G = erzielte Tore; V oder A = erzielte Assists; Pkt oder Pts = erzielte Scorerpunkte; SM oder PIM = erhaltene Strafminuten; +/− = Plus/Minus-Bilanz; PP = erzielte Überzahltore; SH = erzielte Unterzahltore; GW = erzielte Siegtore; 1 Play-downs/Relegation; Kursiv: Statistik nicht vollständig)